# L'exorcisme de l'Emily Rose
L'exorcisme de l'Emily Rose (títol original: The exorcism of Emily Rose) és una pel·lícula de terror dirigida per Scott Derrickson, basada en la història real de Anneliese Michel, i protagonitzada per Tom Wilkinson, Laura Linney i Jennifer Carpenter. Ha estat doblada al català. El guió va ser escrit pel mateix director i Paul Harris Boardman i va aconseguir recaptar 144.216.468 dòlars a tot el món.

## Argument
Richard Moore (Tom Wilkinson) és un sacerdot acusat d'homicidi per negligència per la mort de la jove Emily Rose (Jennifer Carpenter). Aquesta catòlica devota va començar a tenir visions aterridores després d'anar a la universitat i decideix contactar amb el capellà, ja que està convençuda que necessita un exorcisme. Ara, l'advocada agnòstica Erin Bruner (Laura Linney) decideix arriscar la seva reputació ajudant al pare Moore.
En boca de la mateixa jove, Emily estava posseïda, en total, per sis dimonis: Llucifer, Caín, Judes, Neró, Belial, Legió.

## Repartiment
- Laura Linney: Erin Bruner
- Tom Wilkinson: Sacerdot Richard Moore
- Jennifer Carpenter: Emily Rose
- Campbell Scott: Ethan Thomas
- Colm Feore: Karl Gunderson
- J. R. Bourne: Ray
- Marilyn Norry: Maria Rose
- Andrew Wheeler: Nathaniel Rose
- Kenneth Walsh: Dr. Mueller
- Duncan Fraser: Dr. Cartwright
- Mary Beth Hurt: Jutgessa Brewster
- Henry Czerny: Dr. Briggs
- Shohreh Aghdashloo: Dra. Sadira Adani

## La història
El 1976 va morir Anneliese Michel, una jove alemanya catòlica, després de sotmetre's a diversos exorcismes i assegurar que estava posseïda per sis dimonis diferents: Llucifer, Caín, Judes, Neró, Belial, Legió. Abans de morir va arribar a destrossar-se els genolls mitjançant la genuflexió. La seva autòpsia va atribuir la seva mort a la deshidratació i a la desnutrició, sent els seus pares i sacerdots participants jutjats i condemnats per negligència medica. Després de la seva mort la seva tomba és un lloc turístic.

## Crítica
- Intrigant i desconcertant (...) guió intel·ligent (...) D'alguna manera la pel·lícula mai es converteix en això fascinant que esperem després de les escenes inicials. Potser és que no pot (...) Puntuació: ★★★ (sobre 4)."[5]
- "Ballant amb el diable, i després amb el fiscal. (...) No és especialment bona -en termes estrictament cinematogràfics- (...) El seu punt de vista suggereix una improbable aliança entre el relativisme posmodernista i la fe religiosa absoluta, contra la suposada tirania de l'empirisme científic, que és representat: estret i dogmàtic. (...) El pare Moore sap el que va veure. Jo també: propaganda disfressada d'entreteniment."[3]
- "L'advocada defensora és agnòstica. El fiscal, un home de fe. Oh!, quina ironia. Oh!, quin bon exemple de com uns bons actors poden quedar atrapats en una ximpleria. (...) Puntuació: ★ (sobre 4)."[6]

## Premis i nominacions
La pel·lícula va obtenir un total de 4 premis i 8 nominacions que es referencien a continuacióː
| Premi                 | Categoria                                   | Nominats           | Resultat   |
| --------------------- | ------------------------------------------- | ------------------ | ---------- |
| Premis Saturn         | Millor pel·lícula de terror                 | guanyadora         |            |
| Premis Saturn         | Millor actriu                               | Laura Linney       | nominada   |
| Premis Saturn         | Millor actriu de repartiment                | Jennifer Carpenter | nominada   |
| Premis Chainsaw       | Millor heroïna                              | Laura Linney       | nominada   |
| Premis Chainsaw       | Millor pel·lícula amb estrena internacional | nominada           |            |
| Premis Chainsaw       | Millor actriu de repartiment                | Jennifer Carpenter | nominada   |
| Premis Chainsaw       | Millor banda sonora                         | Christopher Young  | nominada   |
| Golden Schmoes Awards | Millor pel·lícula de terror de l'any        | nominada           |            |
| Golden Trailer Awards | Millor tràiler de terror                    | guanyadora         |            |
| MTV Movie Awards      | Millor actuació espantada                   | Jennifer Carpenter | guanyadora |
| MTV Movie Awards      | Actuació revelació                          | Jennifer Carpenter | nominada   |
| Scream Awards         | Breakout Performance                        | Jennifer Carpenter | guanyadora |